# دهستان مجدآباد
دهستان مجدآباد نام دهستانی در بخش مرکزی شهرستان مرودشت، استان فارس در ایران است. براساس سرشماری مرکز آمار ایران در سال ۱۳۸۵، جمعیت آن ۸۰۵۵ نفر (۱۸۵۶ خانوار) بوده‌است.